# Epipactis schulzei
Epipactis schulzei är en orkidéart som beskrevs av Paul Victor Fournier. Epipactis schulzei ingår i släktet knipprötter, och familjen orkidéer. Inga underarter finns listade i Catalogue of Life.